# Les Amants du paradis
Les Amants du paradis est un roman de Raoul Mille paru le 4 mai 1987 aux éditions Grasset et ayant reçu le Prix Interallié la même année.

## Éditions
- Les Amants du paradis, Éditions Grasset, 1987  (ISBN 2246356911).